# Kirgizistan i olympiska vinterspelen 1994
Kirgizistan deltog med en deltagare vid de olympiska vinterspelen 1994 i Lillehammer. Landets deltagare erövrade ingen medalj.

## Skidskytte
- Yevgeniya Roppel